# Bokharatry
Bokharatry (Lonicera korolkowii) är en kaprifolväxtart som beskrevs av Otto Stapf. Enligt Catalogue of Life ingår Bokharatry i släktet tryar och familjen kaprifolväxter, men enligt Dyntaxa är tillhörigheten istället släktet tryar och familjen kaprifolväxter. Arten har ej påträffats i Sverige. Utöver nominatformen finns också underarten L. k. neokorolkovii.